# میهای کووالیو
میهای کووالیو (رومانیایی: Mihai Covaliu؛ زادهٔ ۵ نوامبر ۱۹۷۷) شمشیرباز اهل رومانی است. از افتخارات وی میتوان به کسب مدال طلا سابر انفرادی در بازی‌های المپیک تابستانی ۲۰۰۰ اشاره کرد.